# Audrey Marnay
Audrey Marnay (Chartres, 14 ottobre 1980) è una supermodella francese.

## Biografia
Debutta nel mondo della moda a 14 anni, dopo aver visitato gli uffici della Viva Models; sposata, ha un figlio.

## Pubblicità
Vanta pubblicità anche per Trussardi, Krizia, Valentino ed Yves Saint Laurent.

## Copertine
Le sue foto sono comparse anche su varie copertine di
- Vogue, nelle edizioni 
  - francese (agosto 2000)[2]
  - giapponese (maggio 2002)[2]
  - italiana (maggio 1997, marzo ed ottobre 1998, gennaio 2000 ed aprile 2003)[2]
  - e tedesca del giugno 1998, marzo e dicembre 1999, marzo e settembre 2001 ed agosto 2002[2]
- Elle, nelle edizioni francesi del 29 dicembre 1997, 27 dicembre 1999, 29 gennaio 2001, 3 settembre 2001 e 18 agosto 2003[2]
- Marie Claire, nell'edizione italiana del maggio e luglio 2001[2]

È inoltre apparsa sul Calendario Pirelli nel 1999.

## Sfilate
Ha sfilato anche per Trussardi, Calvin Klein, Chanel, Christian Dior, Dolce & Gabbana, Emanuel Ungaro, Fendi, Givenchy, Jill Stuart, Karl Lagerfeld, Louis Vuitton, Max Mara, Mila Schön, Moschino, Paco Rabanne, Prada, Ralph Lauren, Valentino, Yves Saint Laurent e Jean Paul Gaultier.

## Cinema
Dal 2005 appare anche in svariati film, tra cui Monuments Men.

## Agenzie
Tra le agenzie che l'hanno rappresentata ci sono state:
- DNA Model Management[2]
- Paparazzi Model Management - Amsterdam[2]
- Viva Models - Parigi[2]
- Why Not Model Agency[2]